# Milan Poštulka (1947)
Milan Poštulka (* 20. května 1947) je bývalý český fotbalista, útočník. Jeho syny jsou ligoví fotbalisté Milan a Marek Poštulkové.

## Fotbalová kariéra
V československé lize hrál za Baník Ostrava. Nastoupil v 53 ligových utkáních a dal 11 ligových gólů. V nižší soutěži hrál za ŽD Bohumín a během vojenské služby hrál za Duklu Olomouc. V Poháru UEFA nastoupil ve 2 utkáních.

## Ligová bilance
| Ročník                                   | Zápasy | Góly | Klub          |
| ---------------------------------------- | ------ | ---- | ------------- |
| 1. československá fotbalová liga 1967/68 | 12     | 5    | Baník Ostrava |
| 1. československá fotbalová liga 1968/69 | 24     | 5    | Baník Ostrava |
| 1. československá fotbalová liga 1969/70 | 13     | 1    | Baník Ostrava |
| 1. československá fotbalová liga 1970/71 | 1      | 0    | Baník Ostrava |
| CELKEM                                   | 50     | 11   |               |